# Zhirayr Margaryan
Zhirayr Margaryan (armenio: Ժիրայր Մարգարյան; Ereván, 13 de septiembre de 1997) es un futbolista armenio que juega en el Urartu.

## Carrera profesional

### Club
El 22 de julio de 2022, el Urartu anunció el fichaje permanente de Margaryan con un contrato de un año procedente del Veres Rivne.

## Trayectoria internacional
Debutó con la selección nacional de fútbol de Armenia el 11 de noviembre de 2021 en un partido de clasificación para el Mundial contra Macedonia del Norte.

## Honores
Ararat Yerevan
- Armenian Cup: 2020–21

Urartu
- Armenian Premier League: 2022–23
- Armenian Cup: 2022–23
- Armenian Cup: Runner-up 2021–22